# Mistrovství Evropy ve fotbale 2008 (soupisky)
Tento článek sestává ze soupisek týmů účastnících se Mistrovství Evropy ve fotbale 2008 v Rakousku a Švýcarsku. Každý tým do 28. května 2008 nominoval 20 hráčů do pole a 3 brankáře. Pokud se některý z hráčů zraní tak, že by již nebyl schopen na Mistrovství nastoupit, může za něj tým povolat před svým prvním zápasem náhradníka.
Všechna statistická data jsou platná k datu 4. května 2008
| Zlato                | Stříbro            | Bronz            | Bronz              |
| -------------------- | ------------------ | ---------------- | ------------------ |
| Španělsko • Soupiska | Německo • Soupiska | Rusko • Soupiska | Turecko • Soupiska |

## Skupina A

### Česko
Hlavní trenér:  Karel Brückner

| Jméno             | Datum narození | Datum úmrtí | Klub                |          |
| Brankáři          | Brankáři       | Brankáři    | Brankáři            | Brankáři |
| ----------------- | -------------- | ----------- | ------------------- | -------- |
| Petr Čech         | 20.5.1982      |             | Chelsea FC          |          |
| Jaromír Blažek    | 29.12.1972     |             | 1. FC Norimberk     |          |
| Daniel Zítka      | 20.6.1975      |             | RSC Anderlecht      |          |
| Obránci           |                |             |                     |          |
| Zdeněk Grygera    | 14.5.1980      |             | Juventus FC         |          |
| Radoslav Kováč    | 27.11.1979     |             | FK Spartak Moskva   |          |
| Marek Jankulovski | 9.5.1977       |             | AC Milán            |          |
| Zdeněk Pospěch    | 14.12.1978     |             | FC Kodaň            |          |
| Michal Kadlec     | 13.12.1984     |             | AC Sparta Praha     |          |
| Tomáš Ujfaluši -  | 24.3.1978      |             | ACF Fiorentina      |          |
| David Rozehnal    | 5.7.1980       |             | Newcastle United FC |          |
| Záložníci         |                |             |                     |          |
| Jan Polák         | 14.3.1981      |             | RSC Anderlecht      |          |
| Tomáš Galásek     | 15.1.1973      |             | 1. FC Norimberk     |          |
| Libor Sionko      | 1.2.1977       |             | FC Kodaň            |          |
| David Jarolím     | 17.5.1979      |             | Hamburger SV        |          |
| Marek Matějovský  | 20.12.1981     |             | Reading FC          |          |
| Tomáš Sivok       | 15.9.1983      |             | Udinese Calcio      |          |
| Rudolf Skácel     | 17.7.1979      |             | Southampton FC      |          |
| Jaroslav Plašil   | 5.1.1982       |             | CA Osasuna          |          |
| Útočníci          |                |             |                     |          |
| Martin Fenin      | 16.4.1987      |             | Eintracht Frankfurt |          |
| Jan Koller        | 30.3.1973      |             | 1. FC Norimberk     |          |
| Václav Svěrkoš    | 1.11.1983      |             | FC Baník Ostrava    |          |
| Stanislav Vlček   | 26.2.1976      |             | RSC Anderlecht      |          |
| Milan Baroš       | 28.10.1981     |             | Olympique Lyon      |          |

### Portugalsko
Hlavní trenér:  Luiz Felipe Scolari

| Jméno               | Datum narození | Datum úmrtí | Klub                 |          |
| Brankáři            | Brankáři       | Brankáři    | Brankáři             | Brankáři |
| ------------------- | -------------- | ----------- | -------------------- | -------- |
| Ricardo             | 11.2.1976      |             | Real Betis           |          |
| Nuno Espírito Santo | 25.1.1974      |             | FC Porto             |          |
| Rui Patrício        | 15.2.1988      |             | Sporting CP          |          |
| Obránci             |                |             |                      |          |
| Paulo Ferreira      | 18.1.1979      |             | Chelsea FC           |          |
| Bruno Alves         | 27.11.1981     |             | FC Porto             |          |
| José Bosingwa       | 24.8.1982      |             | FC Porto             |          |
| Fernando Meira      | 5.6.1978       |             | VfB Stuttgart        |          |
| Miguel              | 4.1.1980       |             | Valencia CF          |          |
| Jorge Ribeiro       | 9.11.1981      |             | Boavista FC          |          |
| Pepe                | 26.2.1983      |             | Real Madrid          |          |
| Ricardo Carvalho    | 18.5.1978      |             | Chelsea FC           |          |
| Záložníci           |                |             |                      |          |
| Raul Meireles       | 17.3.1983      |             | FC Porto             |          |
| Petit               | 25.9.1976      |             | Benfica Lisabon      |          |
| João Moutinho       | 9.9.1986       |             | Sporting CP          |          |
| Miguel Veloso       | 11.5.1986      |             | Sporting CP          |          |
| Deco                | 27.8.1977      |             | FC Barcelona         |          |
| Útočníci            |                |             |                      |          |
| Cristiano Ronaldo   | 5.2.1985       |             | Manchester United FC |          |
| Hugo Almeida        | 23.5.1984      |             | Werder Brémy         |          |
| Simão               | 31.10.1979     |             | Atlético Madrid      |          |
| Ricardo Quaresma    | 26.9.1983      |             | FC Porto             |          |
| Nani                | 17.11.1986     |             | Manchester United FC |          |
| Nuno Gomes -        | 5.7.1976       |             | Benfica Lisabon      |          |
| Hélder Postiga      | 2.8.1982       |             | FC Porto             |          |

### Švýcarsko
Hlavní trenér:  Jakob Kuhn

| Jméno                | Datum narození | Datum úmrtí | Klub                    |          |
| Brankáři             | Brankáři       | Brankáři    | Brankáři                | Brankáři |
| -------------------- | -------------- | ----------- | ----------------------- | -------- |
| Diego Benaglio       | 8.9.1983       |             | VfL Wolfsburg           |          |
| Pascal Zuberbühler   | 8.1.1971       |             | Neuchâtel Xamax         |          |
| Eldin Jakupović      | 2.10.1984      |             | FK Lokomotiv Moskva     |          |
| Obránci              |                |             |                         |          |
| Johan Djourou        | 21.1.1987      |             | Arsenal FC              |          |
| Ludovic Magnin       | 20.4.1979      |             | VfB Stuttgart           |          |
| Philippe Senderos    | 14.2.1985      |             | Arsenal FC              |          |
| Stephan Lichtsteiner | 16.1.1984      |             | Lille OSC               |          |
| Stéphane Grichting   | 30.3.1979      |             | AJ Auxerre              |          |
| Christoph Spycher    | 30.3.1978      |             | Eintracht Frankfurt     |          |
| Patrick Müller       | 17.12.1976     |             | Olympique Lyon          |          |
| Záložníci            |                |             |                         |          |
| Benjamin Huggel      | 7.7.1977       |             | FC Basilej              |          |
| Ricardo Cabanas      | 29.4.1979      |             | Grasshopper Club Zürich |          |
| Gökhan Inler         | 27.6.1984      |             | Udinese Calcio          |          |
| Hakan Yakin          | 22.2.1977      |             | BSC Young Boys          |          |
| Daniel Gygax         | 28.8.1981      |             | FC Metz                 |          |
| Gelson Fernandes     | 2.9.1986       |             | Manchester City FC      |          |
| Tranquillo Barnetta  | 22.5.1985      |             | Bayer 04 Leverkusen     |          |
| Valon Behrami        | 19.4.1985      |             | SS Lazio                |          |
| Útočníci             |                |             |                         |          |
| Alexander Frei -     | 15.7.1979      |             | Borussia Dortmund       |          |
| Marco Streller       | 26.6.1981      |             | FC Basilej              |          |
| Eren Derdiyok        | 12.6.1988      |             | FC Basilej              |          |
| Johan Vonlanthen     | 1.2.1986       |             | FC Red Bull Salzburg    |          |
| Philipp Degen        | 15.2.1983      |             | Borussia Dortmund       |          |

### Turecko
Hlavní trenér:  Fatih Terim

| Jméno                | Datum narození | Datum úmrtí | Klub                   |          |
| Brankáři             | Brankáři       | Brankáři    | Brankáři               | Brankáři |
| -------------------- | -------------- | ----------- | ---------------------- | -------- |
| Rüştü Reçber         | 10.5.1973      |             | Beşiktaş JK            |          |
| Tolga Zengin         | 10.10.1983     |             | Trabzonspor            |          |
| Volkan Demirel       | 27.10.1981     |             | Fenerbahçe SK          |          |
| Obránci              |                |             |                        |          |
| Servet Çetin         | 17.3.1981      |             | Galatasaray SK         |          |
| Hakan Balta          | 23.3.1983      |             | Galatasaray SK         |          |
| Gökhan Zan           | 7.9.1981       |             | Beşiktaş JK            |          |
| Emre Güngör          | 1.8.1984       |             | Galatasaray SK         |          |
| Emre Aşık            | 13.12.1973     |             | Galatasaray SK         |          |
| Uğur Boral           | 14.4.1982      |             | Fenerbahçe SK          |          |
| Záložníci            |                |             |                        |          |
| Emre Belözoğlu -     | 7.9.1980       |             | Newcastle United FC    |          |
| Mehmet Topal         | 3.3.1986       |             | Galatasaray SK         |          |
| Mehmet Aurélio       | 15.12.1977     |             | Fenerbahçe SK          |          |
| Tümer Metin          | 14.10.1974     |             | Fenerbahçe SK          |          |
| Arda Turan           | 30.1.1987      |             | Galatasaray SK         |          |
| Colin Kazim-Richards | 26.8.1986      |             | Fenerbahçe SK          |          |
| Ayhan Akman          | 23.2.1977      |             | Galatasaray SK         |          |
| Sabri Sarıoğlu       | 26.7.1984      |             | Galatasaray SK         |          |
| Hamit Altıntop       | 8.12.1982      |             | FC Bayern Mnichov      |          |
| Útočníci             |                |             |                        |          |
| Nihat Kahveci        | 23.11.1979     |             | Villarreal CF          |          |
| Semih Şentürk        | 29.4.1983      |             | Fenerbahçe SK          |          |
| Gökdeniz Karadeniz   | 11.1.1980      |             | FK Rubin Kazaň         |          |
| Tuncay Şanlı         | 16.1.1982      |             | Middlesbrough FC       |          |
| Mevlüt Erdinç        | 25.2.1987      |             | FC Sochaux-Montbéliard |          |

## Skupina B

### Rakousko
Hlavní trenér:  Josef Hickersberger

| Jméno                | Datum narození | Datum úmrtí | Klub                 |          |
| Brankáři             | Brankáři       | Brankáři    | Brankáři             | Brankáři |
| -------------------- | -------------- | ----------- | -------------------- | -------- |
| Alex Manninger       | 4.6.1977       |             | Siena FC             |          |
| Jürgen Macho         | 24.8.1977      |             | AEK Athény           |          |
| Ramazan Özcan        | 28.6.1984      |             | FC Red Bull Salzburg |          |
| Obránci              |                |             |                      |          |
| Martin Stranzl       | 16.6.1980      |             | FK Spartak Moskva    |          |
| Emanuel Pogatetz     | 16.1.1983      |             | Middlesbrough FC     |          |
| Ronald Gërçaliu      | 12.2.1986      |             | FC Red Bull Salzburg |          |
| Markus Katzer        | 11.12.1979     |             | SK Rapid Vídeň       |          |
| György Garics        | 8.3.1984       |             | SSC Neapol           |          |
| Sebastian Prödl      | 21.6.1987      |             | SK Sturm Graz        |          |
| Jürgen Patocka       | 30.7.1977      |             | SK Rapid Vídeň       |          |
| Martin Hiden         | 11.3.1973      |             | SK Rapid Vídeň       |          |
| Záložníci            |                |             |                      |          |
| Joachim Standfest    | 30.5.1980      |             | FK Austria Vídeň     |          |
| Christian Fuchs      | 7.4.1986       |             | SV Mattersburg       |          |
| René Aufhauser       | 21.6.1976      |             | FC Red Bull Salzburg |          |
| Ivica Vastić         | 29.9.1969      |             | LASK Linz            |          |
| Christoph Leitgeb    | 14.4.1985      |             | FC Red Bull Salzburg |          |
| Andreas Ivanschitz - | 15.10.1983     |             | FC Red Bull Salzburg |          |
| Ümit Korkmaz         | 17.9.1985      |             | SK Rapid Vídeň       |          |
| Jürgen Säumel        | 8.9.1984       |             | SK Sturm Graz        |          |
| Útočníci             |                |             |                      |          |
| Roland Linz          | 9.8.1981       |             | SC Braga             |          |
| Roman Kienast        | 29.3.1984      |             | Hamarkameratene      |          |
| Martin Harnik        | 10.6.1987      |             | Werder Brémy         |          |
| Erwin Hoffer         | 14.4.1987      |             | SK Rapid Vídeň       |          |

### Chorvatsko
Hlavní trenér:  Slaven Bilić

| Jméno            | Datum narození | Datum úmrtí                     | Klub                 |          |
| Brankáři         | Brankáři       | Brankáři                        | Brankáři             | Brankáři |
| ---------------- | -------------- | ------------------------------- | -------------------- | -------- |
| Stipe Pletikosa  | 8.1.1979       |                                 | FK Spartak Moskva    |          |
| Mario Galinović  | 15.11.1976     |                                 | Panathinaikos Athény |          |
| Vedran Runje     | 10.2.1976      |                                 | RC Lens              |          |
| Obránci          |                |                                 |                      |          |
| Dario Šimić      | 12.11.1975     |                                 | AC Milán             |          |
| Josip Šimunić    | 18.2.1978      |                                 | Hertha BSC           |          |
| Robert Kovač     | 6.4.1974       |                                 | Borussia Dortmund    |          |
| Vedran Ćorluka   | 5.2.1986       |                                 | Manchester City FC   |          |
| Hrvoje Vejić     | 8.6.1977       |                                 | FK Tom Tomsk         |          |
| Darijo Srna      | 1.5.1982       |                                 | FK Šachtar Doněck    |          |
| Dario Knežević   | 20.4.1982      |                                 | US Livorno 1915      |          |
| Záložníci        |                |                                 |                      |          |
| Ivan Rakitić     | 10.3.1988      |                                 | FC Schalke 04        |          |
| Ognjen Vukojević | 20.12.1983     |                                 | GNK Dinamo Záhřeb    |          |
| Niko Kovač -     | 15.10.1971     |                                 | FC Red Bull Salzburg |          |
| Nikola Pokrivač  | 26.11.1985     | 18. dubna 2025 (ve věku 39 let) | AS Monaco FC         |          |
| Luka Modrić      | 9.9.1985       |                                 | GNK Dinamo Záhřeb    |          |
| Jerko Leko       | 9.4.1980       |                                 | AS Monaco FC         |          |
| Niko Kranjčar    | 13.8.1984      |                                 | Portsmouth FC        |          |
| Danijel Pranjić  | 2.12.1981      |                                 | SC Heerenveen        |          |
| Útočníci         |                |                                 |                      |          |
| Nikola Kalinić   | 5.1.1988       |                                 | HNK Hajduk Split     |          |
| Ivan Klasnić     | 29.1.1980      |                                 | Werder Brémy         |          |
| Ivica Olić       | 14.9.1979      |                                 | Hamburger SV         |          |
| Igor Budan       | 22.4.1980      |                                 | Parma Calcio 1913    |          |
| Mladen Petrić    | 1.1.1981       |                                 | Borussia Dortmund    |          |

### Německo
Hlavní trenér:  Joachim Löw

| Jméno                  | Datum narození | Datum úmrtí                         | Klub                     |          |
| Brankáři               | Brankáři       | Brankáři                            | Brankáři                 | Brankáři |
| ---------------------- | -------------- | ----------------------------------- | ------------------------ | -------- |
| Jens Lehmann           | 10.11.1969     |                                     | Arsenal FC               |          |
| Robert Enke            | 24.8.1977      | 10. listopadu 2009 (ve věku 32 let) | Hannover 96              |          |
| René Adler             | 15.1.1985      |                                     | Bayer 04 Leverkusen      |          |
| Obránci                |                |                                     |                          |          |
| Marcell Jansen         | 4.11.1985      |                                     | FC Bayern Mnichov        |          |
| Arne Friedrich         | 29.5.1979      |                                     | Hertha BSC               |          |
| Clemens Fritz          | 7.12.1980      |                                     | Werder Brémy             |          |
| Heiko Westermann       | 14.8.1983      |                                     | FC Schalke 04            |          |
| Philipp Lahm           | 11.11.1983     |                                     | FC Bayern Mnichov        |          |
| Per Mertesacker        | 29.9.1984      |                                     | Werder Brémy             |          |
| Christoph Metzelder    | 5.11.1980      |                                     | Real Madrid              |          |
| Záložníci              |                |                                     |                          |          |
| Simon Rolfes           | 21.1.1982      |                                     | Bayer 04 Leverkusen      |          |
| Bastian Schweinsteiger | 1.8.1984       |                                     | FC Bayern Mnichov        |          |
| Torsten Frings         | 22.11.1976     |                                     | Werder Brémy             |          |
| Michael Ballack -      | 26.9.1976      |                                     | Chelsea FC               |          |
| Piotr Trochowski       | 22.3.1984      |                                     | Hamburger SV             |          |
| Thomas Hitzlsperger    | 5.4.1982       |                                     | VfB Stuttgart            |          |
| Tim Borowski           | 2.5.1980       |                                     | Werder Brémy             |          |
| David Odonkor          | 21.2.1984      |                                     | Real Betis               |          |
| Útočníci               |                |                                     |                          |          |
| Mario Gómez            | 10.7.1985      |                                     | VfB Stuttgart            |          |
| Oliver Neuville        | 1.5.1973       |                                     | Borussia Mönchengladbach |          |
| Miroslav Klose         | 9.6.1978       |                                     | FC Bayern Mnichov        |          |
| Lukas Podolski         | 4.6.1985       |                                     | FC Bayern Mnichov        |          |
| Kevin Kurányi          | 2.3.1982       |                                     | FC Schalke 04            |          |

### Polsko
Hlavní trenér:  Leo Beenhakker

| Jméno                | Datum narození | Datum úmrtí | Klub                |          |
| Brankáři             | Brankáři       | Brankáři    | Brankáři            | Brankáři |
| -------------------- | -------------- | ----------- | ------------------- | -------- |
| Artur Boruc          | 20.2.1980      |             | Celtic FC           |          |
| Wojciech Kowalewski  | 11.5.1977      |             | Korona Kielce       |          |
| Łukasz Fabiański     | 18.4.1985      |             | Arsenal FC          |          |
| Obránci              |                |             |                     |          |
| Mariusz Jop          | 3.8.1978       |             | FK Moskva           |          |
| Jakub Wawrzyniak     | 7.7.1983       |             | Legia Warszawa      |          |
| Paweł Golański       | 12.10.1982     |             | FCSB                |          |
| Jacek Bąk            | 24.3.1973      |             | FK Austria Vídeň    |          |
| Marcin Wasilewski    | 9.6.1980       |             | RSC Anderlecht      |          |
| Michał Żewłakow      | 22.4.1976      |             | Olympiakos Pireus   |          |
| Adam Kokoszka        | 6.10.1986      |             | Wisla Krakov        |          |
| Záložníci            |                |             |                     |          |
| Dariusz Dudka        | 9.12.1983      |             | Wisla Krakov        |          |
| Jacek Krzynówek      | 15.5.1976      |             | VfL Wolfsburg       |          |
| Łukasz Garguła       | 25.2.1981      |             | GKS Bełchatów       |          |
| Michał Pazdan        | 21.9.1987      |             | Górnik Zabrze       |          |
| Łukasz Piszczek      | 3.6.1985       |             | Hertha BSC          |          |
| Wojciech Łobodziński | 20.10.1982     |             | Wisla Krakov        |          |
| Mariusz Lewandowski  | 18.5.1979      |             | FK Šachtar Doněck   |          |
| Rafał Murawski       | 9.10.1981      |             | Lech Poznań         |          |
| Roger Guerreiro      | 25.5.1982      |             | Legia Warszawa      |          |
| Útočníci             |                |             |                     |          |
| Euzebiusz Smolarek   | 9.1.1981       |             | Racing de Santander |          |
| Maciej Żurawski -    | 12.9.1976      |             | AE Larisa 1964      |          |
| Marek Saganowski     | 31.10.1978     |             | Southampton FC      |          |
| Tomasz Zahorski      | 22.11.1984     |             | Górnik Zabrze       |          |

## Skupina C

### Francie
Hlavní trenér:  Raymond Domenech

| Jméno               | Datum narození | Datum úmrtí | Klub                 |          |
| Brankáři            | Brankáři       | Brankáři    | Brankáři             | Brankáři |
| ------------------- | -------------- | ----------- | -------------------- | -------- |
| Steve Mandanda      | 28.3.1985      |             | Olympique Marseille  |          |
| Sébastien Frey      | 18.3.1980      |             | ACF Fiorentina       |          |
| Grégory Coupet      | 31.12.1972     |             | Olympique Lyon       |          |
| Obránci             |                |             |                      |          |
| Jean-Alain Boumsong | 14.12.1979     |             | Olympique Lyon       |          |
| Éric Abidal         | 11.9.1979      |             | FC Barcelona         |          |
| William Gallas      | 17.8.1977      |             | Arsenal FC           |          |
| Patrice Evra        | 15.5.1981      |             | Manchester United FC |          |
| François Clerc      | 18.4.1983      |             | Olympique Lyon       |          |
| Lilian Thuram -     | 1.1.1972       |             | FC Barcelona         |          |
| Sébastien Squillaci | 11.8.1980      |             | Olympique Lyon       |          |
| Willy Sagnol        | 18.3.1977      |             | FC Bayern Mnichov    |          |
| Záložníci           |                |             |                      |          |
| Patrick Vieira      | 23.6.1976      |             | FC Inter Milán       |          |
| Claude Makélélé     | 18.2.1973      |             | Chelsea FC           |          |
| Florent Malouda     | 13.6.1980      |             | Chelsea FC           |          |
| Samir Nasri         | 20.6.1987      |             | Olympique Marseille  |          |
| Jérémy Toulalan     | 10.9.1983      |             | Olympique Lyon       |          |
| Lassana Diarra      | 10.3.1985      |             | Portsmouth FC        |          |
| Franck Ribéry       | 7.4.1983       |             | FC Bayern Mnichov    |          |
| Útočníci            |                |             |                      |          |
| Nicolas Anelka      | 14.3.1979      |             | Chelsea FC           |          |
| Karim Benzema       | 19.12.1987     |             | Olympique Lyon       |          |
| Sidney Govou        | 27.7.1979      |             | Olympique Lyon       |          |
| Thierry Henry       | 17.8.1977      |             | FC Barcelona         |          |
| Bafétimbi Gomis     | 6.8.1985       |             | AS Saint-Étienne     |          |

### Itálie
Hlavní trenér:  Roberto Donadoni

| Jméno                  | Datum narození | Datum úmrtí | Klub              |          |
| Brankáři               | Brankáři       | Brankáři    | Brankáři          | Brankáři |
| ---------------------- | -------------- | ----------- | ----------------- | -------- |
| Gianluigi Buffon       | 28.1.1978      |             | Juventus FC       |          |
| Marco Amelia           | 2.4.1982       |             | US Livorno 1915   |          |
| Morgan De Sanctis      | 26.3.1977      |             | Sevilla FC        |          |
| Obránci                |                |             |                   |          |
| Christian Panucci      | 12.4.1973      |             | AS Řím            |          |
| Fabio Grosso           | 28.11.1977     |             | Olympique Lyon    |          |
| Giorgio Chiellini      | 14.8.1984      |             | Juventus FC       |          |
| Alessandro Gamberini   | 27.8.1981      |             | ACF Fiorentina    |          |
| Andrea Barzagli        | 8.5.1981       |             | Palermo FC        |          |
| Gianluca Zambrotta     | 19.2.1977      |             | FC Barcelona      |          |
| Marco Materazzi        | 19.8.1973      |             | FC Inter Milán    |          |
| Záložníci              |                |             |                   |          |
| Gennaro Gattuso        | 9.1.1978       |             | AC Milán          |          |
| Daniele De Rossi       | 24.8.1983      |             | AS Řím            |          |
| Massimo Ambrosini      | 29.5.1977      |             | AC Milán          |          |
| Mauro Camoranesi       | 4.10.1976      |             | Juventus FC       |          |
| Simone Perrotta        | 17.9.1977      |             | AS Řím            |          |
| Andrea Pirlo           | 19.5.1979      |             | AC Milán          |          |
| Alberto Aquilani       | 7.7.1984       |             | AS Řím            |          |
| Útočníci               |                |             |                   |          |
| Alessandro Del Piero - | 9.11.1974      |             | Juventus FC       |          |
| Luca Toni              | 26.5.1977      |             | FC Bayern Mnichov |          |
| Antonio Di Natale      | 13.10.1977     |             | Udinese Calcio    |          |
| Marco Borriello        | 18.6.1982      |             | Janov CFC         |          |
| Fabio Quagliarella     | 31.1.1983      |             | Udinese Calcio    |          |
| Antonio Cassano        | 12.7.1982      |             | UC Sampdoria      |          |

### Nizozemsko
Hlavní trenér:  Marco van Basten

| Jméno                      | Datum narození | Datum úmrtí | Klub                 |          |
| Brankáři                   | Brankáři       | Brankáři    | Brankáři             | Brankáři |
| -------------------------- | -------------- | ----------- | -------------------- | -------- |
| Edwin van der Sar -        | 29.10.1970     |             | Manchester United FC |          |
| Henk Timmer                | 3.12.1971      |             | Feyenoord            |          |
| Maarten Stekelenburg       | 22.9.1982      |             | AFC Ajax             |          |
| Obránci                    |                |             |                      |          |
| André Ooijer               | 11.7.1974      |             | Blackburn Rovers FC  |          |
| Johnny Heitinga            | 15.11.1983     |             | AFC Ajax             |          |
| Joris Mathijsen            | 5.4.1980       |             | Hamburger SV         |          |
| Mario Melchiot             | 4.11.1976      |             | Wigan Athletic FC    |          |
| Wilfred Bouma              | 15.6.1978      |             | Aston Villa FC       |          |
| Tim de Cler                | 8.11.1978      |             | Feyenoord            |          |
| Khalid Boulahrouz          | 28.12.1981     |             | Chelsea FC           |          |
| Záložníci                  |                |             |                      |          |
| Giovanni van Bronckhorst   | 5.2.1975       |             | Feyenoord            |          |
| Demy de Zeeuw              | 26.5.1983      |             | AZ Alkmaar           |          |
| Orlando Engelaar           | 24.8.1979      |             | FC Twente            |          |
| Wesley Sneijder            | 9.6.1984       |             | Real Madrid          |          |
| Nigel de Jong              | 30.11.1984     |             | Hamburger SV         |          |
| Ibrahim Afellay            | 2.4.1986       |             | PSV Eindhoven        |          |
| Rafael van der Vaart       | 11.2.1983      |             | Hamburger SV         |          |
| Útočníci                   |                |             |                      |          |
| Robin van Persie           | 6.8.1983       |             | Arsenal FC           |          |
| Ruud van Nistelrooy        | 1.7.1976       |             | Real Madrid          |          |
| Arjen Robben               | 23.1.1984      |             | Real Madrid          |          |
| Dirk Kuijt                 | 22.7.1980      |             | Liverpool FC         |          |
| Klaas-Jan Huntelaar        | 12.8.1983      |             | AFC Ajax             |          |
| Jan Vennegoor of Hesselink | 7.11.1978      |             | Celtic FC            |          |

### Rumunsko
Hlavní trenér:  Victor Piţurcă

| Jméno             | Datum narození | Datum úmrtí | Klub                            |          |
| Brankáři          | Brankáři       | Brankáři    | Brankáři                        | Brankáři |
| ----------------- | -------------- | ----------- | ------------------------------- | -------- |
| Bogdan Lobonț     | 18.1.1978      |             | FC Dinamo București             |          |
| Marius Popa       | 31.7.1978      |             | FC Politehnica Timișoara        |          |
| Eduard Stăncioiu  | 3.3.1981       |             | CFR Kluž                        |          |
| Obránci           |                |             |                                 |          |
| Cosmin Contra     | 15.12.1975     |             | Getafe CF                       |          |
| Răzvan Raț        | 26.5.1981      |             | FK Šachtar Doněck               |          |
| Gabriel Tamaș     | 9.11.1983      |             | AJ Auxerre                      |          |
| Cristian Chivu -  | 26.10.1980     |             | FC Inter Milán                  |          |
| Cristian Săpunaru | 5.4.1984       |             | FC Rapid București              |          |
| Sorin Ghionea     | 11.5.1979      |             | FCSB                            |          |
| Dorin Goian       | 12.12.1980     |             | FCSB                            |          |
| Cosmin Moți       | 3.12.1984      |             | FC Dinamo București             |          |
| Ștefan Radu       | 22.10.1986     |             | FC Dinamo București             |          |
| Záložníci         |                |             |                                 |          |
| Mirel Rădoi       | 22.3.1981      |             | FCSB                            |          |
| Florentin Petre   | 15.1.1976      |             | PFK CSKA Sofia                  |          |
| Paul Codrea       | 4.4.1981       |             | Siena FC                        |          |
| Răzvan Cociș      | 19.2.1983      |             | FK Lokomotiv Moskva             |          |
| Bănel Nicoliță    | 7.1.1985       |             | FCSB                            |          |
| Adrian Cristea    | 30.11.1983     |             | FC Dinamo București             |          |
| Nicolae Dică      | 9.5.1980       |             | FCSB                            |          |
| Útočníci          |                |             |                                 |          |
| Ciprian Marica    | 2.10.1985      |             | VfB Stuttgart                   |          |
| Adrian Mutu       | 8.1.1979       |             | ACF Fiorentina                  |          |
| Marius Niculae    | 16.5.1981      |             | Inverness Caledonian Thistle FC |          |
| Daniel Niculae    | 6.10.1982      |             | AJ Auxerre                      |          |

## Skupina D

### Řecko
Hlavní trenér:  Otto Rehhagel

| Jméno                   | Datum narození | Datum úmrtí | Klub                 |          |
| Brankáři                | Brankáři       | Brankáři    | Brankáři             | Brankáři |
| ----------------------- | -------------- | ----------- | -------------------- | -------- |
| Antonios Nikopolidis    | 14.1.1971      |             | Olympiakos Pireus    |          |
| Konstantinos Chalkias   | 30.5.1974      |             | Aris Soluň           |          |
| Alexandros Tzorvas      | 12.8.1982      |             | OFI Kréta            |          |
| Obránci                 |                |             |                      |          |
| Giourkas Seitaridis     | 4.6.1981       |             | Atlético Madrid      |          |
| Nikos Spiropoulos       | 10.10.1983     |             | Panathinaikos Athény |          |
| Traianos Dellas         | 31.1.1976      |             | AEK Athény           |          |
| Loukas Vyntra           | 5.2.1981       |             | Panathinaikos Athény |          |
| Vasilis Torosidis       | 10.6.1985      |             | Olympiakos Pireus    |          |
| Sotirios Kyrgiakos      | 23.7.1979      |             | Eintracht Frankfurt  |          |
| Yannis Goumas           | 24.5.1975      |             | Panathinaikos Athény |          |
| Paraskevas Antzas       | 18.8.1977      |             | Olympiakos Pireus    |          |
| Záložníci               |                |             |                      |          |
| Christos Patsatzoglou   | 19.3.1979      |             | Olympiakos Pireus    |          |
| Angelos Basinas -       | 3.1.1976       |             | RCD Mallorca         |          |
| Stelios Giannakopoulos  | 12.7.1974      |             | Bolton Wanderers FC  |          |
| Jorgos Karagunis        | 6.3.1977       |             | Panathinaikos Athény |          |
| Konstantinos Katsuranis | 21.6.1979      |             | Benfica Lisabon      |          |
| Alexandros Tziolis      | 13.2.1985      |             | Panathinaikos Athény |          |
| Útočníci                |                |             |                      |          |
| Georgios Samaras        | 21.2.1985      |             | Manchester City FC   |          |
| Angelos Charisteas      | 9.2.1980       |             | 1. FC Norimberk      |          |
| Dimitris Salpingidis    | 18.8.1981      |             | Panathinaikos Athény |          |
| Theofanis Gekas         | 23.5.1980      |             | Bayer 04 Leverkusen  |          |
| Ioannis Amanatidis      | 3.12.1981      |             | Eintracht Frankfurt  |          |
| Nikos Liberopoulos      | 4.8.1975       |             | AEK Athény           |          |

### Rusko
Hlavní trenér:  Guus Hiddink

| Jméno                 | Datum narození | Datum úmrtí | Klub                     |          |
| Brankáři              | Brankáři       | Brankáři    | Brankáři                 | Brankáři |
| --------------------- | -------------- | ----------- | ------------------------ | -------- |
| Igor Akinfejev        | 8.4.1986       |             | PFK CSKA Moskva          |          |
| Vladimir Gabulov      | 19.10.1983     |             | FK Dynamo Moskva         |          |
| Vjačeslav Malafejev   | 4.3.1979       |             | FK Zenit Sankt-Petěrburg |          |
| Obránci               |                |             |                          |          |
| Vasilij Berezuckij    | 20.6.1982      |             | PFK CSKA Moskva          |          |
| Renat Janbajev        | 7.4.1984       |             | FK Lokomotiv Moskva      |          |
| Sergej Ignaševič      | 14.7.1979      |             | PFK CSKA Moskva          |          |
| Alexej Berezuckij     | 20.6.1982      |             | PFK CSKA Moskva          |          |
| Děnis Kolodin         | 11.1.1982      |             | FK Dynamo Moskva         |          |
| Roman Širokov         | 6.7.1981       |             | FK Zenit Sankt-Petěrburg |          |
| Jurij Žirkov          | 20.8.1983      |             | PFK CSKA Moskva          |          |
| Alexandr Aňukov       | 28.9.1982      |             | FK Zenit Sankt-Petěrburg |          |
| Záložníci             |                |             |                          |          |
| Dmitrij Torbinskij    | 28.4.1984      |             | FK Lokomotiv Moskva      |          |
| Ivan Sajenko          | 17.10.1983     |             | 1. FC Norimberk          |          |
| Sergej Semak -        | 27.2.1976      |             | FK Rubin Kazaň           |          |
| Oleg Ivanov           | 4.8.1986       |             | PFK Křídla Sovětů Samara |          |
| Dinijar Biljaletdinov | 27.2.1985      |             | FK Lokomotiv Moskva      |          |
| Konstantin Zyrjanov   | 5.10.1977      |             | FK Zenit Sankt-Petěrburg |          |
| Igor Semšov           | 6.4.1978       |             | FK Dynamo Moskva         |          |
| Vladimir Bystrov      | 31.1.1984      |             | FK Spartak Moskva        |          |
| Útočníci              |                |             |                          |          |
| Roman Adamov          | 21.6.1982      |             | FK Moskva                |          |
| Andrej Aršavin        | 29.5.1981      |             | FK Zenit Sankt-Petěrburg |          |
| Roman Pavljučenko     | 15.12.1981     |             | FK Spartak Moskva        |          |
| Dmitrij Syčev         | 26.10.1983     |             | FK Lokomotiv Moskva      |          |

### Španělsko
Hlavní trenér:  Luis Aragonés

| Jméno                      | Datum narození | Datum úmrtí | Klub          |          |
| Brankáři                   | Brankáři       | Brankáři    | Brankáři      | Brankáři |
| -------------------------- | -------------- | ----------- | ------------- | -------- |
| Iker Casillas -            | 20.5.1981      |             | Real Madrid   |          |
| Andrés Palop               | 22.10.1973     |             | Sevilla FC    |          |
| Pepe Reina                 | 31.8.1982      |             | Liverpool FC  |          |
| Obránci                    |                |             |               |          |
| Raúl Albiol                | 4.9.1985       |             | Valencia CF   |          |
| Fernando Navarro           | 25.6.1982      |             | RCD Mallorca  |          |
| Carlos Marchena            | 31.7.1979      |             | Valencia CF   |          |
| Carles Puyol               | 13.4.1978      |             | FC Barcelona  |          |
| Joan Capdevila             | 3.2.1978       |             | Villarreal CF |          |
| Sergio Ramos               | 30.3.1986      |             | Real Madrid   |          |
| Álvaro Arbeloa             | 17.1.1983      |             | Liverpool FC  |          |
| Juanito                    | 23.7.1976      |             | Real Betis    |          |
| Záložníci                  |                |             |               |          |
| Andrés Iniesta             | 11.5.1984      |             | FC Barcelona  |          |
| Xavi                       | 25.1.1980      |             | FC Barcelona  |          |
| Cesc Fàbregas              | 4.5.1987       |             | Arsenal FC    |          |
| Santi Cazorla              | 13.12.1984     |             | Villarreal CF |          |
| Xabi Alonso                | 25.11.1981     |             | Liverpool FC  |          |
| Marcos Senna               | 17.7.1976      |             | Villarreal CF |          |
| David Silva                | 8.1.1986       |             | Villarreal CF |          |
| Rubén de la Red            | 5.6.1985       |             | Getafe CF     |          |
| Útočníci                   |                |             |               |          |
| David Villa                | 3.12.1981      |             | Valencia CF   |          |
| Fernando Torres            | 20.3.1984      |             | Liverpool FC  |          |
| Sergio García de la Fuente | 9.6.1983       |             | Real Zaragoza |          |
| Dani Güiza                 | 17.1.1983      |             | Liverpool FC  |          |

### Švédsko
Hlavní trenér:  Lars Lagerbäck

| Jméno                 | Datum narození | Datum úmrtí | Klub                 |          |
| Brankáři              | Brankáři       | Brankáři    | Brankáři             | Brankáři |
| --------------------- | -------------- | ----------- | -------------------- | -------- |
| Andreas Isaksson      | 3.10.1981      |             | Manchester City FC   |          |
| Rami Shaaban          | 30.6.1975      |             | Hammarby IF          |          |
| Johan Wiland          | 24.1.1981      |             | IF Elfsborg          |          |
| Obránci               |                |             |                      |          |
| Mikael Nilsson        | 24.6.1978      |             | Panathinaikos Athény |          |
| Olof Mellberg         | 3.9.1977       |             | Aston Villa FC       |          |
| Petter Hansson        | 14.12.1976     |             | Stade Rennais FC     |          |
| Fredrik Stoor         | 28.2.1984      |             | Rosenborg BK         |          |
| Daniel Majstorović    | 5.4.1977       |             | FC Basilej           |          |
| Andreas Granqvist     | 16.4.1985      |             | Wigan Athletic FC    |          |
| Mikael Dorsin         | 6.10.1981      |             | CFR Kluž             |          |
| Záložníci             |                |             |                      |          |
| Tobias Linderoth      | 21.4.1979      |             | Galatasaray SK       |          |
| Niclas Alexandersson  | 29.12.1971     |             | IFK Göteborg         |          |
| Anders Svensson       | 17.7.1976      |             | IF Elfsborg          |          |
| Fredrik Ljungberg -   | 13.12.1984     |             | Villarreal CF        |          |
| Kim Källström         | 24.8.1982      |             | Olympique Lyon       |          |
| Sebastian Larsson     | 6.6.1985       |             | Birmingham City FC   |          |
| Daniel Andersson      | 28.8.1977      |             | Malmö FF             |          |
| Christian Wilhelmsson | 8.12.1979      |             | FC Nantes            |          |
| Útočníci              |                |             |                      |          |
| Zlatan Ibrahimović    | 3.10.1981      |             | FC Inter Milán       |          |
| Johan Elmander        | 27.5.1981      |             | Toulouse FC          |          |
| Henrik Larsson        | 20.9.1971      |             | Helsingborgs IF      |          |
| Marcus Allbäck        | 5.7.1973       |             | FC Kodaň             |          |
| Markus Rosenberg      | 27.9.1982      |             | Werder Brémy         |          |